# Palais Firenze
Le palais Firenze (en italien Palazzo Firenze) est situé à Rome, dans le quartier de Campo Marzio, sur la place de Florence. Il appartenait à la famille Monti, puis aux Médicis de Florence (d'où son nom): ancien siège du ministère de la Grâce et de la Justice, il abrite depuis 1926 la Société Dante Alighieri et la commission nationale italienne de l'UNESCO. 

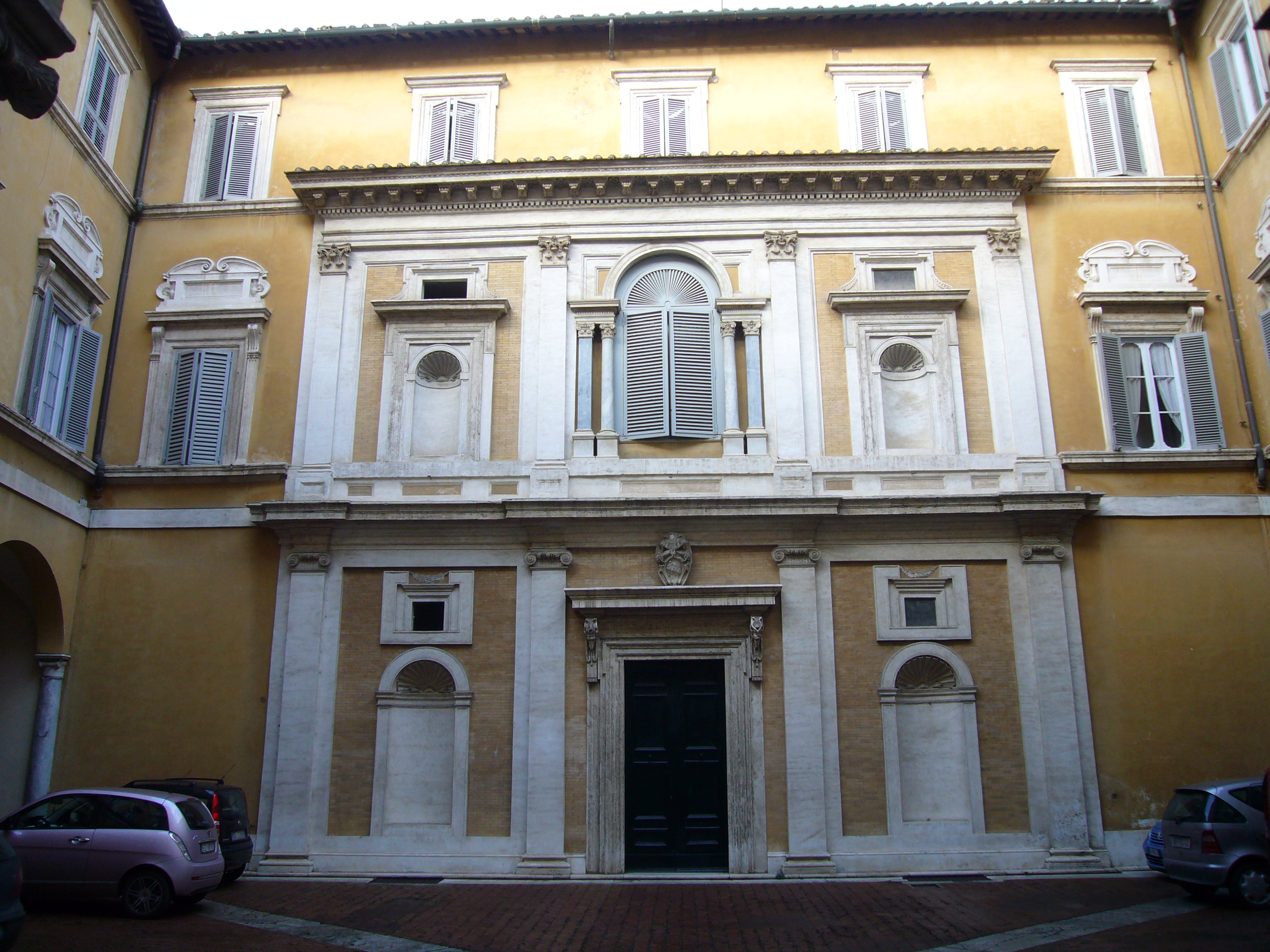
la cour

## Origines
En vue du Jubilé de 1550, le pape Paul III a lancé un plan de rénovation grandiose du quartier Campo Marzio, dans un état d'abandon depuis la chute de l'Empire romain : l'élément le plus qualifiant du projet était l'ouverture de la rue Trinitatis (l'actuelle Via dei Condotti et Fontanella di Borghese), pour relier la zone du Pincio au port de Ripetta. 
Farnèse décédé en 1549, le travail a été poursuivi par son successeur, Jules III del Monte. Profitant du développement imminent de la zone, entre 1550 et 1552, le nouveau pontife fit acheter plusieurs palais de Campo Marzio pour sa famille (Balduino, Innocenzo et Fabiano) (qui, dans les intentions du pape Jules, auraient dû être transformés en une grande résidence). 

## Intervention d'Ammannati
Pour transformer les maisons en véritable palais de la Renaissance, l'architecte toscan Bartolomeo Ammannati a été appelé, qui avait déjà travaillé pour la décoration de la villa et de la chapelle de la famille pontificale à San Pietro in Montorio : pour remédier à l'irrégularité du site du bâtiment et la place qu'il surplombait, Ammannati renonça à fixer un point de vue central, ce qui aurait empêché d'admirer toute la façade, mais fixa un point de vue qui réglait illusoirement la façade du bâtiment; malgré la disposition trapézoïdale du bâtiment, il a également réussi à créer des pièces internes assez régulières. 
Les ajouts et les travaux de restauration du XIXe siècle ont cependant radicalement modifié ce que l'architecte a conçu et rendent difficile la reconstitution de son aspect d'origine. 

## Fresques de Prospero Fontana
La décoration picturale des salles du palais était traditionnellement attribué au Primatice ou à Federico Zuccari, mais les Monti, en fait, se sont adressés à Prospero Fontana, qui a peint les fresques de trois pièces de l'immeuble: la loggia du rez-de-chaussée (anciennement connue sous le nom de Primaticcio), le Camerino dei Continenti et la Sala del Granduca. 
La loggia dite du Primatice est particulièrement intéressante. Les neuf panneaux principaux de la voûte sont décorés de scènes de la mythologie et de l'histoire antique: ils ne forment pas un cycle unitaire, mais font allusion, de diverses manières, aux propriétaires. Certaines images (Jupiter allaité par la chèvre Amalthée, le Concours des Piérides) sont placées sur une montagne (référence au nom de famille de Jules III), d'autres constituaient les armoiries personnelles de certains membres de la famille (l'image d'Hercule au carrefour est apparue sur les armoiries de Balduino).  

## Famille Médicis
Après la mort de Jules III et la chute de ses héritiers en disgrâce, le palais est confisqué par Pie IV et le grand-duc Cosme Ier, entre 1561 et 1562, travaille à l'achat du bâtiment: sur cette maison il faut compter enfants cardinaux (d'abord Giovanni, puis Ferdinando). 
Ferdinando a fait décorer par Jacopo Zucchi les plafonds des chambres des Eléments et des Saisons. La décoration de la première salle tourne autour de la scène de la séparation des éléments du Chaos par Démogorgon ; la décoration de la deuxième salle est également allégorique-mythologique. Du palais pourraient également venir les neuf peintures de plafond de Zucchi qui ont été transférées à Florence par Ferdinando, devenu alors Grand-Duc, pour décorer la salle des cartes géographiques des Offices. 
Une fois que d'autres résidences sont devenues disponibles (Palazzo Madama, Villa Medicis), le cardinal Ferdinando a abandonné le Palazzo Firenze, un bâtiment qu'il avait toujours jugé inadapté et insuffisant pour accueillir une cour : en 1587, le palais est devenu le siège de l'ambassadeur de Florence à Rome. 
Après l'annexion de Rome au royaume d'Italie, le Palazzo Firenze avait été pressenti pour devenir le siège du ministère de l'Intérieur, mais Giovanni Lanza le jugeait trop petit à cet effet. En 1872, il devient la résidence du ministre de la Grâce et de la Justice, puis le siège du procureur de la République. Depuis 1926, la société Dante Alighieri y est basée. 